# Oenopota inequita
Oenopota inequita é uma espécie de gastrópode do gênero Oenopota, pertencente a família Mangeliidae.